# 笃坪乡
笃坪乡，是中华人民共和国重庆市巫山县下辖的一个乡镇级行政单位。

## 行政区划
笃坪乡下辖以下地区：
笃坪村、天蒜村、对合村、龙淌村、向阳村、雪花村、鹤溪村、狮岭村、长槽村和腰栈村。